# Pierrafortscha
Pierrafortscha é uma comuna da Suíça, no Cantão Friburgo, com uma população estimada de 149 habitantes. Estende-se por uma área de 5,06 km², de densidade populacional de 29,45 hab/km². Confina com as seguintes comunas: Friburgo, Marly, Sankt Ursen, Tentlingen, Villarsel-sur-Marly.
A língua oficial nesta comuna é o Francês.